# Archibald Campbell (général)
Pour les articles homonymes, voir Campbell et Archibald Campbell.
Archibald Campbell (12 mars 1769 – 6 octobre 1843), 1er baronnet, est un militaire et un administrateur colonial britannique.

## Biographie
Archibald Campbell naît le 12 mars 1769 à Glen Lyon, en Écosse. Il suit une carrière militaire qui le conduit entre autres en Inde, à Ceylan, à Guernesey, au Portugal, en Birmanie et il devient major-général.
Il est ensuite nommé lieutenant-gouverneur du Nouveau-Brunswick du 9 septembre 1831 au 1er mai 1837.
Il meurt le 6 octobre 1843 à Édimbourg.